# Stuart Little 3: Big Photo Adventure
Stuart Little 3: Big Photo Adventure — видеоигра 2005 года, разработанная компаниями Magenta Software и Sony Computer Entertainment Europe. Официальный релиз игры состоялся 14 октября 2005 года. В отличие от Stuart Little 2, вышедшей в 2002 году на PlayStation, Stuart Little 3. Big Photo Adventure не описывает события анимационного фильма «Стюарт Литтл 3: Зов природы» и даже не пересекается с ним ни в плане сюжетной линии, ни в плане персонажей. Таким образом, у фильма и игры схожим является лишь название, и то лишь отчасти.

## Геймплей
Как и Stuart Little 2, игра представляет собой трёхмерный платформер. Мышонок Стюарт Литтл управляется игроком и перемещается по различным локациям. Весь основной игровой процесс связан с фотографированием объектов, персонажей или интересных явлений в заранее указанных участках. По ходу игры мышонок может подбирать вспышки для своего фотоаппарата (в случае их отсутствия игроку не удастся сделать ни одной фотографии), а также рыбные бисквиты. Побочные задания (поливка цветов, удаление граффити и следов вандализма со стен, использование телескопа, открытие двери, мытьё окон, нажатие на кнопку, выстрел из пушки) также связаны с получением вспышек для фотоаппарата.
В связи с особенностями игрового процесса из уровней были убраны почти все ценные предметы, присутствовавшие в Stuart Little 2 и разбросанные по локациям (кольца, кубики, мороженое), а также враги и очки жизни. Единственный оставшийся со времён Stuart Little 2 предмет «Рыбные бисквиты» в Stuart Little 3 используется для других целей. Количество таких бисквитов в каждой локации сокращено с восьмидесяти до шести. Если игрок соберёт все шесть разбросанных по разным частям уровня бисквитов, Снежок отведёт Стюарта в интересные участки локации (если у игрока меньше 6 бисквитов, эти участки закрыты). Там игрок сможет сделать ещё несколько фотографий. Игрок не утрачивает возможность обращения к Снежку для перехода в ранее закрытые участки локации и после взятия 6 бисквитов. Только теперь речь кота при переходе будет сопровождаться не репликой «Я нормально поел, так что идём», как это было сразу же после взятия мышонком шестого бисквита, а фразами: «Кажется, у меня дежавю…», «Хорошо, но мы там уже были».

## Особенности игрового процесса
В процессе игры Стюарт Литтл по-прежнему может выполнять особые движения: ползать, раскачиваться, лазить по стенам и лестницам, плавать глубоко под водой. При прыжке/падении с большой высоты Стюарт хватается за голову и шёпотом произносит фразу «Ouch» (англ. «Ай!»). Помимо этого, в Stuart Little 3 игрок может переодеваться в представителя различных профессий: фотографа, скейтбордиста, сыщика, лучника и озеленителя. Каждый из этих костюмов имеет при себе и особые вещи: лук для стрельбы, фотоаппарат, шланг, фонарик. Мышонок может переодеваться в костюмы либо одним нажатием кнопки в соответствующем меню для выбора костюмов, либо автоматически в конкретном участке локации, при выполнении определённого задания игры. При прохождении всей игры с различным количеством % игрок открывает джетпак для быстрого перемещения на труднодоступные объекты.
Также игрок может использовать для перемещения различные виды транспорта: танк, автомобиль, квадроцикл, дирижабль, самолёт, вертолёт, катер, велосипед, скейтборд, моторная лодка, находящиеся в гараже. Такие гаражи разбросаны по всей локации. С помощью танка посредством направленного выстрела игрок может открыть ранее закрытый участок локации (например, подвал дома в саду) или же стрелять по столбам или воздушным шарикам, в которых находятся фотовспышки.
Все участки с заданиями выделены в игре вспомогательными медальонами различных цветов.
- Красный медальон с изображением лука для стрельбы. Игрок переодевается в костюм стрелка, после чего должен выстрелить из лука в указанное место.
- Жёлтый медальон с изображением фотоаппарата. Игрок должен сделать фотографию, вручную направив объектив на цель.
- Синий медальон с изображением капли воды. Игрок должен переодеться в озеленителя и полить цветы для получения вспышек.
- Зелёный медальон с изображением словесного пузыря. Игрок должен поговорить с другим персонажем и выяснить, что нужно сделать для получения фотографии.
- Зелёный медальон с изображением мистера Стаута. Игрок должен сыграть в гольф против мистера Стаута для получения фотографии с ним. Игры в гольф проходят на площадках, разбросанных по локациям.
- Зелёный медальон с изображением Маргало. Игрок может проконсультироваться у Маргало об интересных местах данной локации или о том, что обозначает этот предмет (то же самое, что и во второй игре, но уже заочно).
- Фиолетовый медальон с изображением руки. Игрок должен воспользоваться этим предметом (нажать на кнопку, посмотреть в телескоп, выбить чек, включить электричество, залезть в пушку для автоматического переброса в удалённые участки локации).

По ходу игры игрок может обратиться за консультацией к коту Снежку, который сидит в разных местах локации и периодически перемещается (параллельно со Стюартом) в другие участки. У Снежка игрок может заочно проконсультироваться по фотографиям (выбором соответствующей фотографии в альбоме), рыбным бисквитам (очно, выбором конкретного бисквита в меню, где он находится), перейти на другой уровень игры (очно/заочно) или же узнать о текущем прогрессе в игре (очно). Кот также оперативно реагирует на каждую новую фотографию, сделанную Стюартом в локации. Если игрок сделает шесть (минимальное количество) фотографий строго на уровне, Снежок предложит перейти на другую локацию (заочно). Игрок может сделать выбор: или уйти на другой уровень, или остаться на этом же уровне и усовершенствовать свой прогресс.
Другим нововведением Stuart Little 3 по сравнению с предшественником стал более разнообразный саундтрек игры. При переходе в другой участок локации первый вариант музыкального сопровождения обязательно сменяется на другой, более напряжённый, или, наоборот, на более лёгкий и ненавязчивый (в Stuart Little 2 саундтрек на любом участке локаций, за исключением мини-игр, всегда оставался одним и тем же). Для демонстрации перемещения на танке, автомобиле, самолёте, дирижабле или вертолёте также существуют свои музыкальные композиции. В случае, если игрок перемещается на скейтборде, текущий саундтрек уровня ускоряется в 2 раза и идёт чуть быстрее.

## Мини-игры
Каждая локация содержит мини-игры. В случае победы игрока в этих мини-играх ему предоставляется шанс сделать фотографию.

### Мини-игры Маргало
Канарейка Маргало даёт мини-игры на освоение управления велосипедом или скейтбордом. За ограниченное время Стюарт (игрок) должен выполнить определённое количество трюков, следуя указаниям птички («Нажми *** (это могут быть крест, квадрат, треугольник, круг) в зоне трюка»). В случае победы игрока, он может сфотографироваться вместе с Маргало (уровни 1,6) или же сделать фото предметов в спрятанном участке (уровни 2-5).

### Мини-игры Мистера Стаута
В мини-играх Мистера Стаута игрок принимает участие в чемпионате по игре в гольф. Если же игроку удастся победить мистера Стаута (число успешных ударов игрока должно быть меньше показателя Стаута), то Стюарт сможет сфотографироваться с ним на фоне его трофеев, полученных за первые места в разных открытых чемпионатах США. Присутствуют в каждой локации. Также игрок может потренироваться на одной из площадок, но за это он ничего не получит.

### Гонки
Гонки по локации могут даваться любым персонажем, который управляет радиоуправляемыми машинками (в лесу и на озере — также катерами и моторными лодками). Цель — победить всех соперников и прибыть первым к финишу. Гонки могут проходить в тех участках локации, которые открываются только на время выполнения таких мини-игр (в лесу открываются городские ворота, на улице — тоннель, на озере — шлюзы), а в остальное время закрыты. В саду гонку предлагает Джордж Литтл, в лесу — Дженни и RC, на улице — Том и RC, на озере — Джулиан, Уилл и RC. На финальном уровне «Дом» гонок нет.
В случае победы персонаж сможет сделать ещё несколько фотографий. Как правило, на них запечатлены гонщики, дававшие задания, держащие Стюарта в руках.

### Погони
Погони присутствуют только на втором и третьем уровне игры. В этом режиме мини-игры игрок должен посредством тарана транспортного средства оппонента уничтожить за определённое время автомашину, в которой скрываются преступники (антропоморфные животные, ласки). В случае поражения последует ролик, где преступник уезжает целым и невредимым через закрытый участок локации и произносит несколько реплик. В случае победы игрок получает доступ к фотографии человека, дававшего задание. В лесу задание даёт рейнджер, на улице — женщина-полицейский.

### Трюки
Игрок должен сделать какой-либо трюк (прыжок на квадроцикле, разгон с места на автомобиле), а Джордж — снять это на плёнку. Для этого нужно нормальное количество вспышек на фотоаппарате (1 и больше). В противном случае Джордж заочно скажет: «Это было прекрасно, но снимок не получился».

### Прочие мини-игры
На отдельных уровнях игры могут быть мини-игры, в которых персонаж даёт Стюарту задание полить определённое количество цветов или убрать определённое количество отпечатков и надписей со стен за ограниченное время. В частности, такие уровни можно найти в локациях «Озеро» и «Дом». На озере задание даёт миссис Поттс, а в доме — мистер Литтл. В случае победы игрок сможет сфотографировать человека, дававшего задание (реже — сфотографироваться вместе с ним в паре).

## Сюжет
По сценарию игры, игрок в лице Стюарта Литтла должен помочь своему брату Джорджу сделать фотоальбом в рамках школьного домашнего задания по общеклассному проекту. Игра начинается с видеоролика, который является отредактированной сценой из фильма «Стюарт Литтл 2». Мышонок Стюарт Литтл пытается самостоятельно запустить игрушечный самолёт, а остановить его ему никак не удаётся. Этим он привлекает внимание всех, кто находится в доме: Литтлов, Уилла, Снежка. После непродолжительного полёта на самолёте Стюарт неудачно приземляется в доме, в результате чего альбом с фотографиями оказывается в аквариуме. В комнату забегают Джордж, Снежок и Маргало. Джордж спрашивает: «Эй, Стюарт, ты в порядке?», на что получает ответ: «Да, но есть одна беда». Джордж видит, что все фотографии его школьного проекта уничтожены. Стюарт говорит, что он попытается всё восстановить. В разговор включаются Маргало и кот Снежок, которые предлагают Стюарту свою помощь. Кот, в свою очередь, предлагает её «за отдельную плату».

## Отзывы и критика
Игра получила в основном положительные отзывы. На сайте gamespot.com оценка пользователей, игравших в эту игру, составила 7,2, IGN поставил игре 7,0. В рецензиях на этом сайте особенно отмечаются сюжетная линия, внутриигровые миссии и мини-игры, а также то обстоятельство, что данная игра подходит не только для детей, но и для всей семьи.